# Bless Its Pointed Little Head
Bless Its Pointed Little Head – piąty album studyjny amerykańskiego zespołu rockowego Jefferson Airplane wydany w 1969 roku, zawierający nagrania koncertowe zarejestrowane w klubach Fillmore East i Fillmore West.

## Lista utworów
| #   | Tytuł                                | Czas  |
| --- | ------------------------------------ | ----- |
| 1.  | "Clergy"                             | 1:32  |
| 2.  | "3/5 of a Mile in 10 Seconds"        | 4:37  |
| 3.  | "Somebody to Love"                   | 3:46  |
| 4.  | "Fat Angel"                          | 7:29  |
| 5.  | "Rock Me Baby"                       | 7:40  |
| 6.  | "The Other Side of This Life"        | 6:35  |
| 7.  | "It's No Secret"                     | 3:22  |
| 8.  | "Plastic Fantastic Lover"            | 3:40  |
| 9.  | "Turn Out the Lights" (Dryden)       | 0:58  |
| 10. | "Bear Melt" (G. Slick)               | 11:06 |
| 11. | Nagrania bonusowe z CD:              |       |
| *   | "Today" (Balin, Kantner)             | 3:45  |
| *   | "Watch Her Ride" (Kantner)           | 3:19  |
| *   | "Won't You Try / Saturday Afternoon" | 5:29  |

## Twórcy
- Marty Balin – wokal / gitara basowa
- Jack Casady – gitara rytmiczna / gitara basowa
- Spencer Dryden – bębny / perkusja
- Paul Kantner – gitara rytmiczna / wokal
- Jorma Kaukonen – gitara solowa / wokal
- Grace Slick -- wokal